# Rh– (album)
Rh– je tretji studijski album (četrti album nasploh) slovenske rock skupine Siddharta, izdan 13. avgusta 2003. Album se po zvoku precej razlikuje od njihovega prejšnjega materiala, saj je uporaba sintetizatorja veliko bolj razširjena kot na prejšnjih albumih. Prav tako je v več pesmih prisoten godalni orkester. Ime albuma se nanaša na Rhesus faktor, enega od parametrov pri določanju krvne skupine človeka.

## Seznam pesmi
Vse pesmi je napisal in uglasbil Tomi Meglič, razen, kjer je posebej označeno.
| Št.             | Naslov                                      | Dolžina |
| --------------- | ------------------------------------------- | ------- |
| 1.              | „Rh–‟                                       | 1:10    |
| 2.              | „Japan‟                                     | 4:19    |
| 3.              | „Ring‟ (T. Meglič, Primož Benko)            | 3:27    |
| 4.              | „Napoj‟                                     | 3:53    |
| 5.              | „Sim Hae‟                                   | 4:47    |
| 6.              | „Kloner‟                                    | 4:20    |
| 7.              | „Rooskie‟                                   | 3:31    |
| 8.              | „Rave‟ (T. Meglič, Tomaž Okroglič Rous)     | 4:42    |
| 9.              | „Naiven ples‟                               | 3:47    |
| 10.             | „Ciklon Orka‟ (T. Meglič, T. Okroglič Rous) | 4:44    |
| 11.             | „T.H.O.R.‟                                  | 3:43    |
| 12.             | „Et tu‟ (T. Meglič, P. Benko)               | 4:43    |
| 13.             | „Venom E‟                                   | 4:26    |
| 14.             | „Marslander‟                                | 3:28    |
| 15.             | „Etna‟ (T. Meglič, T. Okroglič Rous)        | 4:26    |
| Skupna dolžina: | Skupna dolžina:                             | 59:26   |

### Mednarodna izdaja/Posebna izdaja
Ta album je bil njihov prvi, ki je izšel v tudi v angleškem jeziku. Mednarodna izdaja je izšla 21. marca 2005 v Nemčiji, Avstriji, Švici, na Poljskem in Hrvaškem. V Sloveniji je album izšel kot posebna izdaja. Vanj je bil vključen tudi DVD z videospoti, posnetki v živo in slikami ter intervjujem skupine.
Vse pesmi je napisal in uglasbil Tomi Meglič, razen, kjer je posebej označeno.
| Št.             | Naslov                                  | Dolžina |
| --------------- | --------------------------------------- | ------- |
| 1.              | „Rh–‟                                   | 1:10    |
| 2.              | „Japan‟                                 | 4:19    |
| 3.              | „My Dice‟ (T. Meglič, Primož Benko)     | 3:27    |
| 4.              | „Insane‟                                | 3:53    |
| 5.              | „Sim Hae‟                               | 4:47    |
| 6.              | „Kloner‟                                | 4:20    |
| 7.              | „Rooskie‟                               | 3:31    |
| 8.              | „Rave‟ (T. Meglič, Tomaž Okroglič Rous) | 4:42    |
| 9.              | „Rain‟                                  | 3:47    |
| 10.             | „Core‟ (T. Meglič, T. Okroglič Rous)    | 4:44    |
| 11.             | „T.H.O.R.‟                              | 3:43    |
| 12.             | „You Betray‟ (T. Meglič, P. Benko)      | 4:43    |
| 13.             | „Venom E‟                               | 4:26    |
| 14.             | „Marslander‟                            | 3:28    |
| 15.             | „Etna‟ (T. Meglič, T. Okroglič Rous)    | 4:26    |
| Skupna dolžina: | Skupna dolžina:                         | 59:26   |

| Rh– Bloodbag omejena izdaja bonus pesmi | Rh– Bloodbag omejena izdaja bonus pesmi | Rh– Bloodbag omejena izdaja bonus pesmi |
| Št.                                     | Naslov                                  | Dolžina                                 |
| --------------------------------------- | --------------------------------------- | --------------------------------------- |
| 16.                                     | „Y More‟                                | 4:01                                    |
| 17.                                     | „Mad Lee‟                               | 3:44                                    |

## Zasedba

### Siddharta
- Tomi Meglič − vokali, kitara
- Primož Benko − kitara
- Boštjan Meglič − bobni, tolkala
- Cene Resnik − saksofon
- Jani Hace − bas kitara
- Tomaž Okroglič Rous − klaviature, programiranje

### Dodatni glasbeniki
- Peter Penko − programiranje
- Rok Golob − dirigiranje godalnega orkestra
- Jelena Ždrale, Tina Krajnik, Andreja Zupanc, Maja Repše, Danijela Djordjević − prva violina
- Nastja Cajhen, Maja Prkič, Matjaž Porovne, Laura Zafred, Alenka Semeja − druga violina
- Tamara Tasev, Urška Doler, Peter Ugrin − viola
- Petra Gačnik, Ivan Šoštarič, Samo Dervišič − violončelo

### Dodatna pomoč
- Robert MacKenzie in Grant Austin − vokalna trenerja za petje na mednarodni izdaji